# Ampir moda u Vojvodini
Doba Direktorijuma donosi nove oblike nošnje koji nalaze veliki broj pristalica širom cele Evrope pa tako dopiru i do Vojvodine. 
Osnovne karakteristike ženske mode su podignut struk do ispod grudi,dugačka i uzana haljina sa raznim oblicima rukava i dekoltea.U muškoj modi,glavne odlike su otvoren redengot,husarske čakšire i čizme veoma pripijene uz noge.Ova moda nastala je pod uticajem neoklasicizma koji je zahtevao vraćanje na klasične forme i ugledanje na antičku Grčku i Rim.Da bi što više ličile na grčke i rimske skulpture,žene su koristile beli puder.Odbacuju se perike,steznici,kotarice.U modi je vitka silueta i lagani materijali za dugačke tunike.Od onog trenutka kada su se pojavile modne gravire uticaj mode se širio brže nego do tada.
Zahvaljujući ovakvoj sitaciji krajem XVIII i početkom XIX veka nijedna evropska zemlja nije zadržala svoje nacionalno obeležje u nošnji.Može se slobodno reći da su se medjusobni uticaji toliko ispreplitali stvarajući jedinstvenu evropsku modu kojoj osnovni ton daje Francuska.
Vojvodina takodje nije mogla ostati izolovana u tom procesu i počela je da poprima evropske modne uticaje. Zbog svoje povezanosti sa Austrijom, vrlo brzo je primila uticaje iz Beča i Pešte.Ovaj proces može se pratiti po pisanim izvorima, ali je još vidljiviji u vojvođanskom slikarstvu,manje poznatih ili čak nepoznatih portretista, kao i slikara XVIII veka: Pavela Burkovića, Arse Teodorovića,Konstanstina Danila i drugih.
Portreti koje su oni slikali predstavljaju ogledalo mode toga vremena u Vojvodini.Oko 1803., sudeći po portretu Pavela Burkovića „Žena mladog Stajevića“, u Vojvodini se nosi haljina sa visokim strukom poput onih koje se pojavljuju u ampir modi u Francuskoj,prvi put 1799.u doba Direktorijuma.Razlika je samo u četiri godine.To ne znači naravno da je moda ampira u Vojvodini prihvaćena 1803.godine iz koje potiče ovaj portret,nego možda i koju godinu ranije.
Ženski portret koji se pripisuje Arsi Teodoroviću predstavlja damu u beloj ampir haljini.Godina nastanka ovog portreta nije poznata,ali može se okvirno odrediti uporedjivanjem bečke pa i pariske mode iz perioda 1813-1817.godine. Oblik dekoltea, riševi i karneri na ramenu i gornjem delu rakava,pa i način češljanja otkrivaju da je portret slikan do 1817.godine.Uticaj mode iz evropskih centara na naše krajeve,naročito na Vojvodinu,širio se veoma brzo.Manje verovatno je da je portret nastao posle 1817.godine.
Razvoj muške mode bio je sličan ženskoj. “Portret mladog Stajevića“ autora Pavela Burkovića prikazuje mladog čoveka obučenog potpuno u evropsko odelo. Portret je iz 1803.i pokazuje karakteristike koje se javljaju i u Bečkoj modi tog razdoblja,a podseća čak i na kostim enkrojabla iz doba Direktorijuma.Moda ampira u Vojvodini išla je uporedo sa modom u Evropi.Uticaj evropske mode na prostor Vojvodine odvijao se na sličan način kao i u razvoju umetničkih pravaca. Jedan od značajnih izvora za proučavanje bečke mode I analogije sa odevanjem u Vojvodini je magazin “Wiener Zeitschrift fur Kunst, Literatur,Theater und Mode” koji je objavljivan u Beču u prvoj polovini XIX veka.